# Артиллерийская панорама

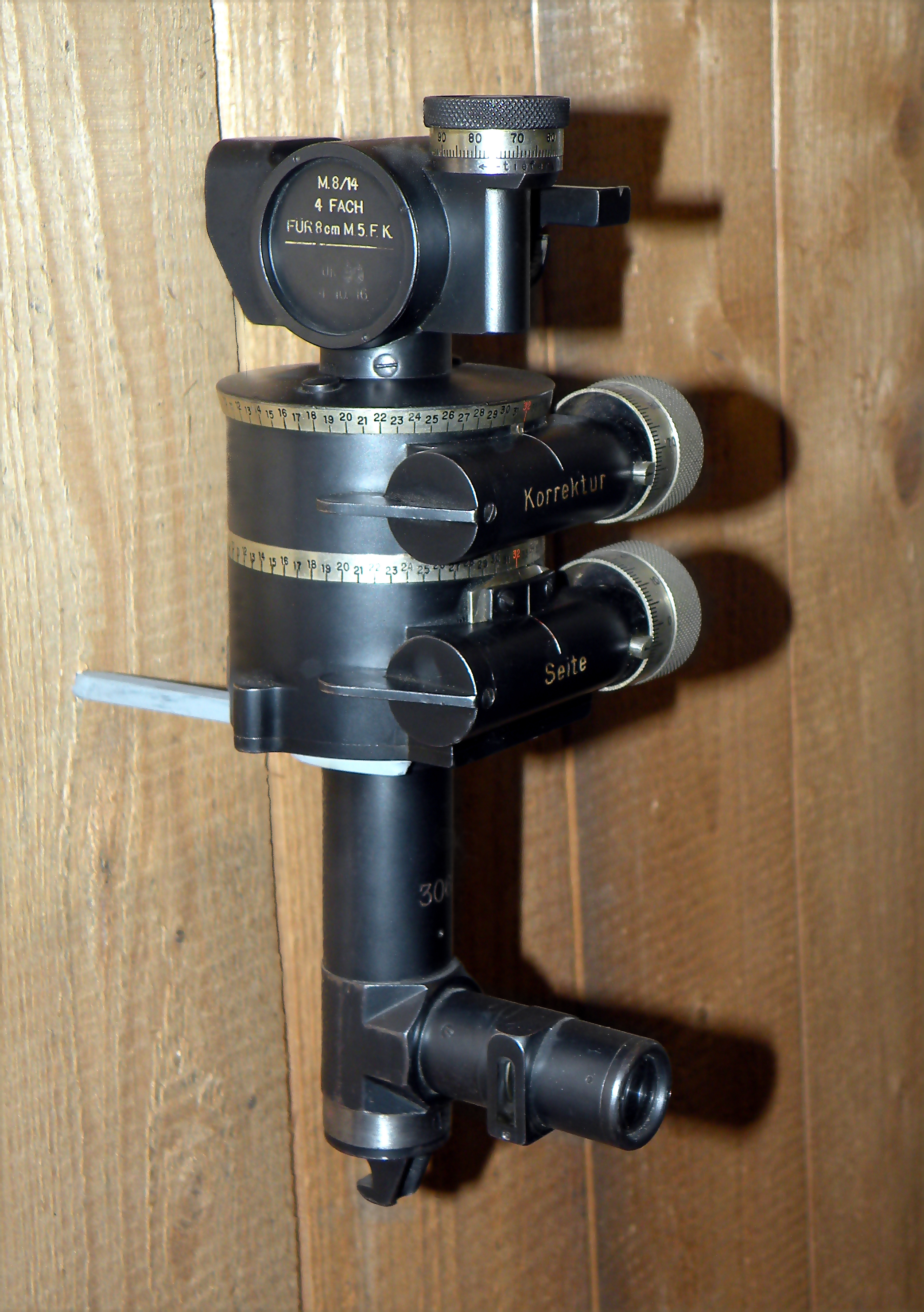
Панорама Герца

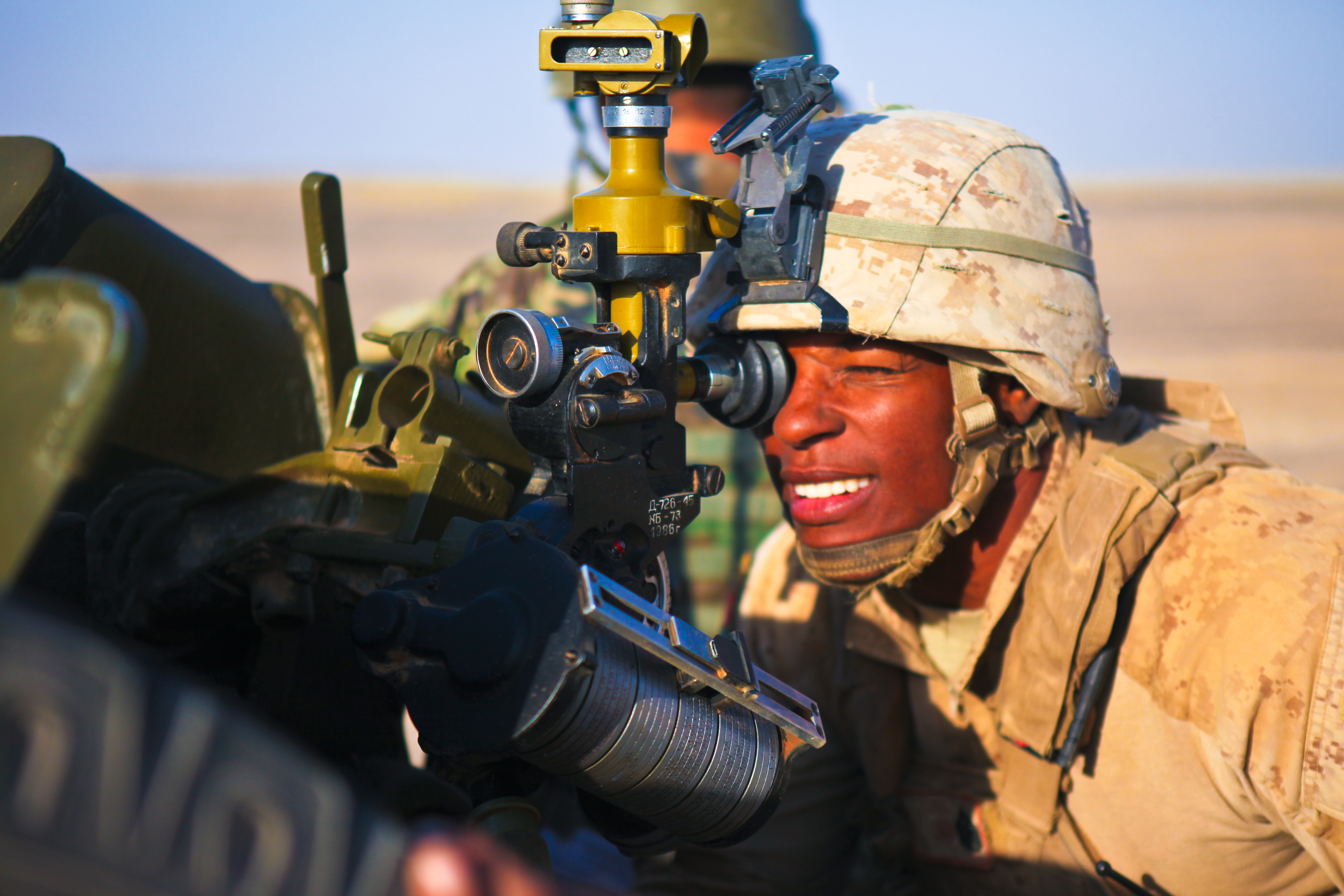
Американский морпех использует панорамный прицел 122-мм гаубицы Д-30

Артиллерийская панорама — перископический прицельный механизм артиллерийского орудия, предназначенный для обеспечения прицеливания как при стрельбе прямой наводкой, так и при стрельбе с закрытых позиций, не требующий при этом нахождения наводчика на оптической оси объектива, что позволяет последнему укрываться за щитом орудия.
Панорама представляет собой коленчатую оптическую трубу, состоящую из поворотной головки, неподвижного корпуса и окулярной трубки.

## Галерея

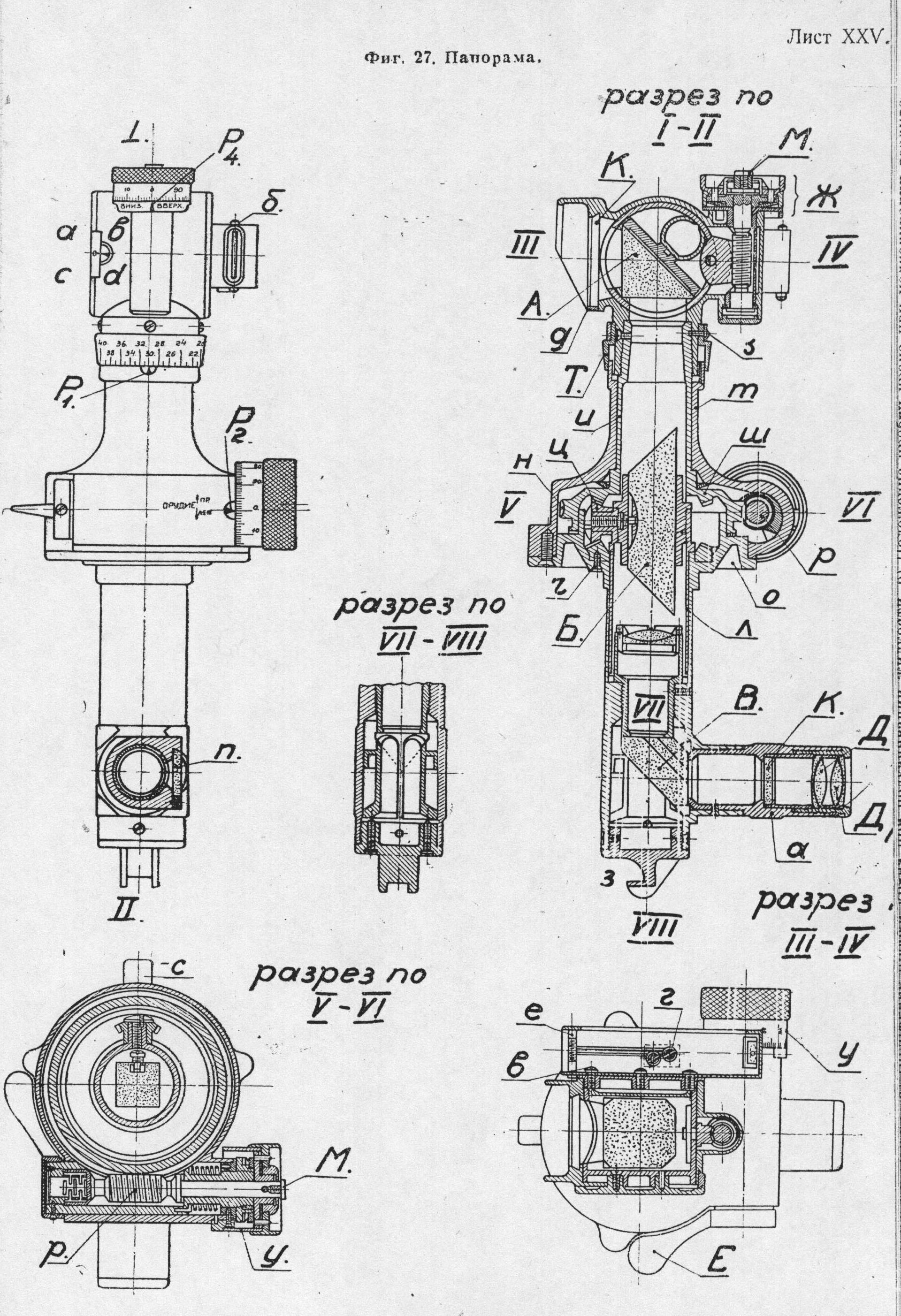
Чертёж панорамы полковой пушки обр. 1927
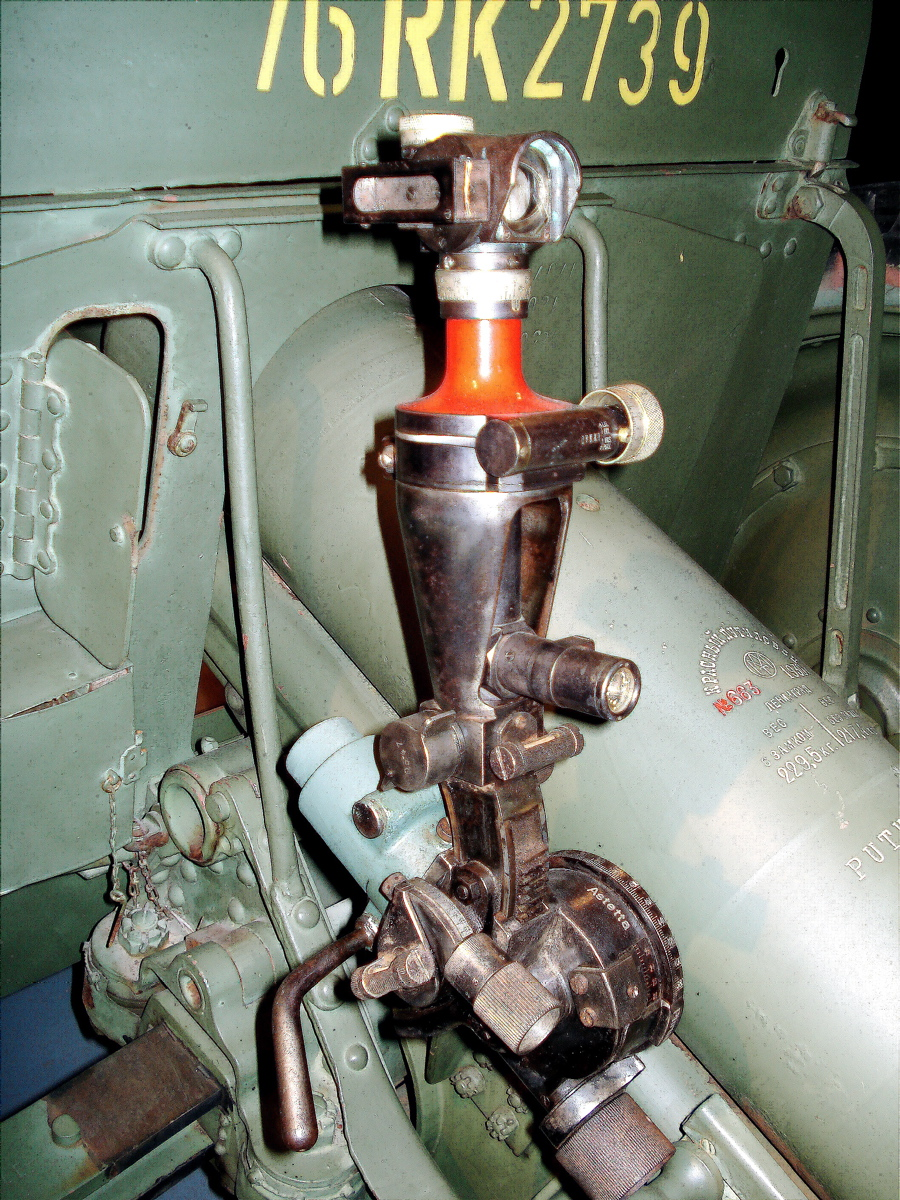
Прицел полковой пушки с установленной панорамой